# Jechi'amský konvoj

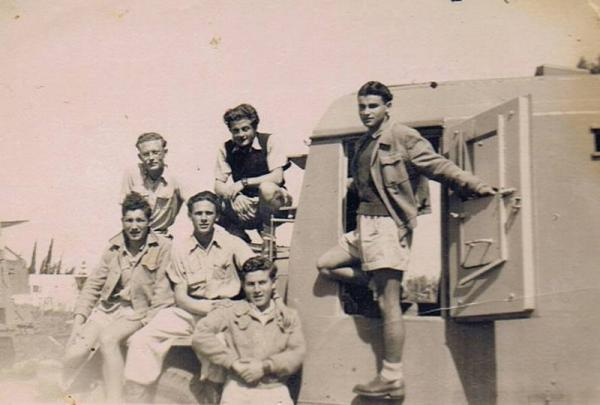
Členové vojenského konvoje do Jechi'amu

Jechi'amský konvoj (hebrejsky: שיירת יחיעם, Šajarat Jechi'am) byla neúspěšná vojenská akce provedená na jaře 1948, v době konce britského mandátu nad Palestinou židovskými jednotkami Hagana na pomoc obleženému kibucu Jechi'am.

## Dobové souvislosti
V listopadu 1947 přijala OSN plán na rozdělení Palestiny. Podle tohoto plánu měl být britský mandát nad Palestinou nahrazen dvěma samostatnými státy: židovským a arabským. Plán předpokládal začlenění celé západní Galileji včetně pobřeží do arabského státu. Zdejší židovská sídla se tak měla ocitnout pod arabskou vládou.
V důsledku emocí předcházejících konci britského mandátu se v Palestině v letech 1947–1948 rozpoutala občanská válka mezi Židy a Araby, která se v měsících a týdnech před koncem mandátu zostřovala a kromě izolovaného násilí a teroristických útoků nabývala ráz konvenční války.
Tato fáze arabsko-židovského konfliktu bývá také někdy nazývána válkou o silnice, protože právě kontrola dopravních tepen byla pro obě soupeřící strany klíčová. V složité situaci se ocitly zejména židovské osady ve vnitrozemí západní Galileji. Kibuc Jechi'am byl od počátku roku 1948 obléhán Araby. 20. ledna 1948 napadlo kibuc přes 400 arabských ozbrojenců a osm obránců osady bylo zabito. Další útok se podařilo osadníkům odrazit 9. března. Padli tehdy tři Arabové.

## Průběh operace
Koncem března 1948 se pokusil blokádu Jechi'amu prolomit židovský konvoj vyslaný z pobřežní nížiny. Vedl ho Ben Ami Pachter (בן עמי פכטר). Konvoj vyrazil 28. března 1948 z Naharije. Tvořilo ho sedm nákladních vozů a 90 bojovníků. Po 25 minutách ale byl konvoj v prostoru arabské vesnice al-Kabri (poblíž nynějšího kibucu Kabri) napaden Araby a 47 Židů (včetně Ben Ami Pachtera) padlo. Mezi padlými bylo i 18 členů mládežnické organizace ha-Šomer ha-Ca'ir z Kirjat Chajim.
Obyvatelé kibucu pak byli vysvobozeni z obléhání až v květnu 1948 během Operace Ben Ami, pojmenované podle padlého velitele konvoje.
V roce 1950 byl v pobřežní nížině, v místech kudy se tehdy konvoj ubíral, založen mošav Netiv ha-Šajara (doslova „Cesta konvoje“), pojmenovaný podle této válečné epizody.